# 유진 갈레코비치
유진요시프 갈레코비치(영어: Eugen-Josip Galeković, 1981년 6월 12일 ~ )는 오스트레일리아의 전 축구 선수이다.

## 축구인 경력

### 클럽 경력
이스턴 프라이드와 사우스 멜버른을 거쳐 포르투갈의 베이라마르로 이적하였으나 주전 골키퍼로 도약하지 못하고 A리그가 창설된 2005년 멜버른 빅토리로 이적하며 고국 무대에 복귀하였다. 첫 시즌 경쟁자인 마이클 테오와 번갈아 출전하며 총 리그 11경기에 출전하였으나 2006-07 시즌 테오에게 밀려 주로 벤치를 지켰다.
2007년 애들레이드 유나이티드로 이적한 후 주전 골키퍼로 나서기 시작하였다. 2008-09, 2009-10 시즌 연속 A리그 올해의 골키퍼로 선정되었으며 2011-12 시즌 중반 팀의 주장으로 임명되었다.

### 국가대표 경력
2009년 1월 28일 인도네시아와의 아시안컵 예선 경기에서 A매치 데뷔전을 치렀다. 2010년 남아공 월드컵 최종 명단에 포함되지 못하였으나 브래드 존스가 아들의 병 간호를 위해 대표팀을 떠나자 최종 명단에 추가 소집되었다.
2013년 동아시안컵 대한민국, 일본과의 경기에 선발 출전하였다.